# آل أبو غوش
آل أبو غوش وتعرف أيضاً في المصادر الغربية باسم (ancien seigneurs feodaux) أي «اللوردات الإقطاعيين القدماء»، هي عائلة فلسطينية ثرية قديمة من ملاك الأراضي، حكمت جبال القدس وسيطرت على طريق الحج من الساحل إلى القدس إبان العهد العثماني.
و ال ابو غابش هي عائلة يعود اصلها إلى الحجاز و عندما وصلوا الأردن استقروا في محافظة معان 

## أصول العائلة
يرى بعض المؤرخين أن عائلة أبو غوش قدمت من أوروبا الشرقية. ويعتقد البعض الآخر أن أصولهم تعود إلى الصليبيين الذين قدموا إلى القدس مع ريتشارد الأول ملك إنجلترا خلال القرن الثاني عشر الميلادي، ويرجع ذلك إلى أن الكثير منهم له شعر أشقر وعيون زرقاء. بينما يرى أفراد العائلة وبعض المؤرخين الآخرين أن العشيرة جاءت في الأصل من شبه الجزيرة العربية. وأنها كانت أربعة إخوة أمراء من اليمن، نزلوا بمصر. ومن مصر قدموا إلى فلسطين مع السلطان العثماني سليمان القانوني في بداية الدولة العثمانية، وأوكل إليهم مراقبة طريق الحج إلى الأماكن المقدسة في القدس، كما هو موثق في المخطوطات الملكية المصرية.
استوطنت عائلة أبو غوش جبال القدس خلال القرن السادس عشر الميلادي، على بعد حوالي 10 كم غرب مدينة القدس، وما زالوا يقيمون فيها حتى اليوم. ومن الثابت أن عائلة أبو غوش أصبحت مرتبطة، عن طريق المصاهرة، بأهالي المنطقة في ذلك الوقت، وكذلك بأحفاد الصليبيين، المعروفين أنهم كانوا يعيشون في نفس المنطقة حينئذ. وكشفت الحفريات الأثرية أن الموقع الذي تعيش فيه عائلة أبو غوش هو من أقدم المواقع المأهولة في جنوب بلاد الشام. كان هذا الموقع يسمى «كريات يعاريم» أي «مدينة الغابات». ثم أُطلق على الموقع «كريات العنب» بعد الفتح الإسلامي للشام. لاحقاً، أخذ هذا الموقع اسم عائلة «كريات أبو غوش» خلال القرن الثامن عشر، ويسمى حالياً أبو غوش، وهي بلدة عربية مسلمة صغيرة بالقرب من القدس. غالبية سكانها اليوم هم من نسل الأسرة الإقطاعية القديمة خلال القرن السادس عشر.

## تاريخها
عهد السلطان سليمان لعائلة أبو غوش، في بداية الدولة العثمانية، بالسيطرة على الطريق من الساحل إلى القدس ومنحهم فرمان رسمي بذلك، لفرض رسوم على جميع الحجاج والزوار الذين يدخلون القدس. كما دفعت كنائس القدس ضريبة سنوية لمرة واحدة لعائلة أبو غوش مقابل زوارها.
كانت فلسطين جزءاً من سوريا الكبرى، وكانت مثل سوريا تحكمها عائلات إقطاعية حتى منتصف القرن التاسع عشر. كانت عائلة أبو غوش من أشهر العائلات الإقطاعية في فلسطين، وكانت تحكم في السابق أكثر من 22 قرية. وكان لديها صلاحيات تقرير المصير في المنطقة. وكانت كل السلطة في يد أمير أو شيخ آل أبو غوش. كان الشيخ يُدعى أيضًا الزعيم أو المتسلّم (الحاكم). وتعامل مع كافة الأمور السياسية والعسكرية والاقتصادية والاجتماعية والقانونية. وكان حل النزاعات بين الطرفين يجرى بمعرفة الشيخ وله حق إصدار الأحكام والتنفيذ دون حق الاستئناف. إلا أن الاستئناف كان جائزاً في بعض الأحيان إذا سمح الشيخ بذلك. وسُجن أي شخص يُخالف القوانين أو التقاليد المحلية. واستخدمت عائلة أبو غوش كنيسة صليبية قديمة كسجن. وكانت العلاقة بين آل أبو غوش وفلاحي القرى هي علاقة منفعة متبادلة.
وكان على أي حاج أو زائر للأماكن المقدسة يمر عبر أراضي آل أبو غوش أن يقدم احترامه للشيخ، بحسب التقاليد. كتب بعض زوار الأراضي المقدسة عن الليدي ستانهوب (ابنة اللورد البريطاني وابنة أخت رئيس الوزراء البريطاني ويليام بيت وقريبة السير سيدني سميث الذي حاصر نابليون في عكا وكانت لها مراسلات مع الشيخ إبراهيم أبو غوش) أنها عندما زارت القدس في 1811 توقفت في أبو غوش لتقديم احترامها للشيخ. وقد وجدها الشيخ إبراهيم أبو غوش امرأة مثيرة للإعجاب، فأمر بعشاء رسمي وقضى الليلة برفقتها. ثم عادت في العام التالي وكان الشيخ سعيداً برؤيتها مرة أخرى. وفي صباح اليوم التالي أصر على مرافقتها مع حرسه وخدمه إلى القدس.
وقد وصف الحجاج والزوار بيوت آل أبو غوش بأنها بيوت حجرية جميلة البناء، كما وصف مسكن الشيخ بأنه «قصر حقيقي، وقلعة، وحصن منيع».
تعرض آل أبو غوش لهجوم من قبل حملات عسكرية ثلاث مرات خلال القرن التاسع عشر بين عامي 1834 و1860. شن الهجوم الأول القوات المصرية بقيادة إبراهيم باشا نجل محمد علي في 1832-1834 أثناء الحملة المصرية على بلاد الشام. ودُمر خلالها قلعة آل أبو غوش. أما الهجوم الثاني فكان في 1853 أثناء الحرب الأهلية بين العائلات الإقطاعية في عهد الشيخ أحمد أبو غوش، الذي كان يبلغ من العمر 90 عاماً. وكلف ابن أخيه مصطفى بمهمة عسكرية. ووقع الهجوم الثالث على أبو غوش من قبل القوات العثمانية، بمساعدة القوات البريطاني، خلال الحملة العسكرية ضد العائلات الإقطاعية في ستينيات القرن التاسع عشر، إبان حكم الشيخ مصطفى أبو غوش. حيث قُصفت جميع القرى التي تحكمها عائلة أبو غوش تقريباً خلال هذه الحملة. وواصل الشيخ مصطفى أبو غوش سيطرته على جبال القدس ضد إرادة العثمانيين حتى وفاته في 1863.
أدخلت الدولة العثمانية إصلاحات ألغت النظام الإقطاعي وأنشأت حكومة مركزية يقع مقرها الرئيسي في العاصمة التركية. وانتقلت السلطات من العائلات الإقطاعية إلى والي تركي يمثل السلطان ويُقيم في مدينة القدس. وأصبحت جميع القرى والبلدات المحيطة بالقدس جزءاً من متصرفية القدس، وكان يمثل كل قرية «مختاراً» منتخباً.
في بداية القرن العشرين، غادر سعيد أبو غوش، ابن أخ مختار أبو غوش، البلدة وذهب ليعيش في ضيعته الخاصة، وهي أرض مساحتها 22 ألف دونم تقع بين أبو غوش ومدينة الرملة. وبنى قصراً في أرضه بالقرب من قرية القباب على يد مهندس معماري ألماني. وكان معروفاً أن لديه مئات الفلاحين الذين يعملون في مزرعته، وكان يقدم حمايته لجميع القرويين في المنطقة. ومن المعروف أنه أسس سبيلاً لتقديم الماء وليتخذه المسافرين العابرين استراحة مجانية في طريقهم إلى القدس. وتزوج من ابنة قائد تركي في الجيش العثماني، كان يقيم في قرية القباب. كان سعيد أبو غوش محبوباً ومحترماً في آل أبو غوش لمساهماته والدعم الذي قدمه.
أولى سعيد أبو غوش قضية الاحتلال البريطاني اهتماماً كبيراً، بعد إعلان الانتداب البريطاني على فلسطين في 1920. وعرض مساعدة مالية وعسكرية غير محدودة للمقاتلين الفلسطينيين من أجل محاربة البريطانيين. وعُرف عنه أيضاً شرائه للأراضي في جميع أنحاء فلسطين، لتجنب بيعها إلى أيدي اليهود، ليصبح أحد أكبر ملاك الأراضي في فلسطين في ذلك الوقت. وكان سبب منع اليهود من تملك الأراضي هو الشائعات التي انتشرت حول وعد بلفور في 1917، وهو الوعد الذي قدمته الحكومة البريطانية لليهود بإقامة وطن لهم في فلسطين. وقد توفي الشيخ سعيد أبو غوش في 1936 ودُفن في منزله.